# Ицков, Дмитрий Ильич
Дмитрий Ильич Ицков (род. 1980, Брянск) — российский экономист, медиамагнат, основатель движения «Россия 2045», младший партнёр Константина Рыкова, сооснователь New Media Stars и телеканала Russia.ru, генеральный директор газеты «Взгляд».

## Биография
Окончил Плехановский институт (факультет корпоративного менеджмента). Студентом создал интернет-компанию «Ньюмедиа Старз». В 2011 году создал общественное движение «Россия 2045» выступающее за развитие человека посредством интеграции современных технологий (проект де-факто был свёрнут в марте 2018 г.). В 2012 году вышел из медиабизнеса и занялся технологиями трансгуманизма, в частности, объявил человека номер один в очереди на бессмертие — В. В. Путина. В 2013 году попал на обложку секции бизнес воскресного номера The New York Times. Как заявил Д. Ицков в 2016 году: 

В течение следующих 30 лет я сделаю так, что мы сможем жить вечно.

## Награды
- Благодарность Президента Российской Федерации (16 декабря 2009 года) — за активное участие в создании документального интернет-фильма «Война 08.08.08. Искусство предательства»[12]